# Conseil du statut de la femme du Québec
Pour les articles homonymes, voir CSF.
Le Conseil du statut de la femme (CSF) est un organisme gouvernemental québécois d’étude et de consultation fondé le 6 juillet 1973.
Sa mission est de conseiller le gouvernement du Québec sur tous les sujets liés à l’égalité, au respect des droits et au statut de la femme, et d'informer le public sur les droits des femmes et l’évolution de leurs conditions de vie.
En tant qu'organisme gouvernemental, le CSF se distingue des associations féminines telles la Fédération des femmes du Québec (FFQ) et l'Association féminine d'éducation et d'action sociale (AFEAS), toutes deux fondées en 1966,.
Il est présidé depuis le 6 février 2017 par Louise Cordeau.

## Historique

### Fondation (1967-1973)
Le Conseil du statut de la femme naît dans le contexte de la deuxième vague du mouvement féministe de la fin des années 1960 et du début des années 1970.
En février 1967, le gouvernement fédéral canadien met sur pied la Commission royale d'enquête sur la situation de la femme au Canada (Commission Bird, du nom de sa présidente Florence Bird). Cette commission permet aux organisations féminines du Québec et du Canada de se faire entendre sur toute une série de sujets affectant les femmes. À la suite de ses travaux, la commission publie un rapport en septembre 1970 dans lequel elle recommande plus de 167 mesures afin que soit établie « dans les faits et dans les institutions l'égalité la plus complète entre les hommes et les femmes ». Parmi ses recommandations, la commission suggère aux provinces de créer un « Office de la femme » responsable de conseiller le gouvernement et de mener des études sur tous les sujets d'intérêt pour les femmes,.
Cette idée interventionniste, s'inscrivant dans la mouvance de la Révolution tranquille, reçoit beaucoup d'appuis. Au Québec, la Fédération des femmes du Québec (FFQ) décide de tout faire pour que cet Office devienne une réalité. Elle revendique la création de cet Office lors de son congrès annuel, puis soumet le projet dans un mémoire au gouvernement de Robert Bourassa en décembre 1971,.
Un groupe de travail formé de fonctionnaires et de membres de la FFQ est formé par le gouvernement et un an plus tard, la ministre des Affaires culturelles Claire Kirkland-Casgrain présente le 12 décembre 1972 un projet de loi proposant la création de l'Office – désormais appelé Conseil du statut de la femme. Seule femme élue à l'Assemblée nationale à l'époque, la ministre Kirkland-Casgrain avait joué un rôle de premier plan dans l'avancée de la condition féminine au Québec, notamment en défendant deux projets de loi d'envergure : le premier sur la capacité juridique de la femme mariée (1964) et le deuxième sur les régimes matrimoniaux (1969),.
La loi créant le Conseil du statut de la femme est finalement adoptée le 5 juillet 1973,. Sa première présidente est Laurette Champigny-Robillard.

### Premières années (1973-1979)
Le CSF naît dans un contexte où plusieurs sociétés d'Occident s'ouvrent progressivement à la promotion des droits des femmes,. À l'époque, en 1973, le Québec compte 108 000 familles ayant une femme comme principal soutien, dont 4 sur 10 vivant dans la pauvreté. Malgré l'arrivée des femmes sur le marché du travail, l'éducation et les valeurs dominantes demeuraient fortement marquées par la division sexuelle du travail. Elles étaient moins payées que les hommes pour un même travail et ne jouissaient d'aucune sécurité d'emploi en cas de grossesse. De plus, la discrimination envers les femmes dans les milieux de travail, bien que condamnable, n'était pas formellement interdite par la loi.
Dès sa création, le CSF s'attaque aux règles discriminatoires dans le domaine du travail et des services sociaux. Il réclame des lois pour encadrer les congés de maternité, l'égalité salariale et l'élimination de la discrimination. Misant sur l'égalité des chances, surtout dans la fonction publique, et la mise en place d'un réseau de garderies, ce travail coïncide avec les préparatifs pour l'Année internationale de la femme (1975),. Le CSF s'attaque aussi au sexisme. En plus de mener une analyse des stéréotypes masculins et féminins dans les manuels scolaires, avec le ministère de l'Éducation, il met au point un cours sur le sexisme donné dans la plupart des universités québécoises aux futures enseignantes et futurs enseignants.
Pour alimenter ses recherches, le CSF crée son propre service de la recherche, un centre de documentation (les bases de données sur les femmes étant pratiquement inexistantes, à l'époque) et un service d'information afin de renseigner le public sur les droits des femmes (conférences, interventions dans les médias, et un bulletin d'information, le CSF Bulletin, connu ensuite sous le nom de Gazette des femmes). Le CSF crée également le Service Action-Femmes, un service servant à répondre aux demandes individuelles des femmes, leur offrir des conseils, les appuyer dans leurs démarches, recevoir leurs plaintes et faire le suivi auprès des autorités. Il crée aussi en 1976 Consult-Action, un service en soutien aux groupes de femmes; basé initialement à Montréal.

#### Services sociaux et égalité socio-économique
En matière de services sociaux, le CSF juge que les services de garde à l'enfance sont des services nécessaires aux besoins des familles, au même titre que l'éducation et la santé. Il considère également que l’interruption volontaire de grossesse ne doit plus relever domaine criminel, mais de la santé.
En matière d'économie, le CSF juge que l'égalité passe par l'autonomie économique. Il réclame pour les femmes le droit d'accéder à des emplois rémunérés à la hauteur de leurs compétences. Il exige aussi de réviser le Code civil, le droit de la famille et le système judiciaire afin que les époux soient traités de façon égale devant la loi.

#### Pour les Québécoises: égalité et indépendance
En mai 1977, le CSF reçoit le mandat d'effectuer une étude en profondeur sur une politique d'ensemble de la condition féminine. Le rapport de cette étude est publié en octobre 1978, sous le titre Pour les Québécoises : égalité et indépendance. Décortiquant tous les aspects de la condition féminine, formulant plus de 300 recommandations pour mettre en place une politique d'ensemble pour la condition féminine, cette publication est accueillie très positivement,,. La réaction de l'opinion publique motive le gouvernement de René Lévesque à faire de ce rapport sa politique officielle en condition féminine.
L'application de cette nouvelle politique par la ministre Lise Payette mène à la création d'un groupe de travail en 1979 qui deviendra le Secrétariat à la condition féminine. Ce groupe est désormais chargé d'appuyer la ministre et de coordonner l'action gouvernementale en matière de condition féminine.

### Consolidation des acquis (1979-1996)
À partir de 1979, le CSF cherche à renforcer sa présence en région. Il ouvre des bureaux à Québec, Montréal, Hull, Trois-Rivières, Chicoutimi et Sherbrooke, puis en Gaspésie, sur la Côte-Nord et dans le Nord-Ouest. Ces actions permettent de mettre sur pied des tables de concertation pour soutenir les groupes de femmes dans toutes les régions du Québec.
Avec la création du Secrétariat à la condition féminine, le CSF revient à ses responsabilités d'origine : conseiller le gouvernement et informer la population. Ainsi, à partir des années 1980, il produit de la documentation (brochures d'informations, recueils de statistiques sur divers aspects de la vie des femmes), participe à des colloques, offre son avis sur des projets de loi et organise des événements.
En octobre 1983, notamment, il organise un forum sur l'autonomie économique des femmes rassemblant plus de 1 000 participantes. Celles-ci s'intéressent autant à la situation économique des femmes sur le marché du travail qu'à la valeur de leur travail dans la sphère privée. Le premier forum du CSF est considéré comme un événement majeur selon la presse féministe de l'époque. Un autre forum sur les nouvelles technologies de reproduction est organisé en octobre 1987.
Le CSF participe également à la lutte contre la publicité sexiste. Il mène également des campagnes de sensibilisation pour inciter les filles à poursuivre leurs études dans des carrières non traditionnelles, et encourager les femmes à s'engager en politique et à se porter candidates, surtout aux niveaux municipal et national.
À partir de 1988, le CSF s'intéresse aux conséquences du vieillissement de la population. Les enjeux liés à la décroissance de la population le poussent alors à entrer dans le débat, en particulier à la suite de la publication du Livre vert sur la politique familiale du gouvernement de Robert Bourassa. La tuerie de 14 jeunes femmes à l'École Polytechnique de Montréal le 6 décembre 1989 amène également le CSF à faire un important programme de recherches sur la violence faite aux femmes. Il dépose un avis en avril 1993, recommandant au gouvernement de se doter d'une politique d'ensemble face au phénomène.
Le CSF continue aussi de réclamer une meilleure autonomie économique des femmes en participant au débat sur la refonte du Régime de rentes du Québec et sur les pensions alimentaires, préconisant un système universel, automatique et obligatoire de perception des pensions alimentaires pour les enfants. En 1993, il participe au Forum sur l'emploi et appuie la marche des femmes contre la pauvreté (Du pain et des roses) en 1995. La même année, il présente un mémoire à la Commission sur l'avenir du Québec, à l'approche du référendum sur la souveraineté annoncé par le gouvernement de Jacques Parizeau.

### Défis de la mondialisation (1996 à 2007)
Alors que les marchés se mondialisent, de nouveaux enjeux socio-économiques viennent bouleverser la vie des femmes durant les années 1990 et 2000. La crise des finances publiques entraîne d'importantes compressions budgétaires dans tous les organismes gouvernementaux et le CSF n'y échappe pas. Dans ce nouveau contexte, des réformes s'imposent. Redoutant de voir des réductions des services publics, le CSF choisit donc de se concentrer sur le maintien des acquis des femmes plutôt que sur la poursuite de nouvelles avancées.
À l'automne 1996 se tient le Sommet sur l'économie et l'emploi. Dans le cadre de cet événement, le CSF fait parvenir une déclaration officielle, faisant état de la situation des femmes sur le marché du travail et proposant des solutions pour relever ces nouveaux défis. Le CSF participe également à la commission parlementaire d'un projet de loi de première importance pour les femmes : le projet de loi sur l'équité salariale. Appuyant le principe de la loi, le CSF insiste néanmoins sur l'importance de trouver une façon d'appliquer la loi dans les entreprises de petite taille, rappelant le coût de l'inaction pour les femmes dans ce contexte. Le CSF appuie également un autre projet de loi d'importance, la création des centres de la petite enfance (CPE).
Tandis que se préparent les négociations en vue de créer la Zone de libre-échange des Amériques (ZLÉA), le Québec assiste à une montée de l'antiféminisme et à une forte remise en question de ses programmes publics inspirés par la solidarité sociale. La libéralisation des marchés et la concurrence menacent les conditions de travail des petits salariés, parmi lesquels se comptent beaucoup de femmes. Ces défis s'accompagnent, à partir de 2004, d'un nouveau mandat : « définir un concept d’égalité, le plus large possible, applicable dans le contexte québécois » en vue de définir une nouvelle politique de la condition féminine. En réponse, le CSF propose que les élus et acteurs sociaux soient imputables des progrès en matière d'égalité, et qu'une commission parlementaire soit créée pour étudier la question.

### Féminisme et diversité (depuis 2007)
La mondialisation amène également des enjeux lieux à la diversité culturelle, touchant à la conciliation entre les droits des femmes et la liberté religieuse. Le CSF publie des avis et tient des colloques sur ces questions. Le plus important, déposé en septembre 2007 dans le cadre des audiences de la Commission Bouchard-Taylor, défend « l'égalité entre les femmes et les hommes comme un droit inaliénable, ne devant souffrir d'aucun accommodement raisonnable ». En mars 2011, le CSF se prononce sur la question de la laïcité. Prenant appui sur la politique d'interculturalisme, il insiste pour que la laïcité soit reconnue comme principe de l’identité québécoise, « au même titre que la primauté du français et que l’égalité entre les sexes ». Il recommande  aussi, afin de refléter le visage neutre de l’État, de restreindre la pratique de rituels et le port de signes religieux ostentatoires dans la fonction publique sur les lieux de travail.
Le CSF se prononce également sur la question de la prostitution. S'appuyant sur des témoignages de femmes vivant ou ayant vécu dans le milieu de la prostitution, au Québec et ailleurs dans le monde, le CSF considère la pratique comme « une forme d’exploitation sexuelle inacceptable dans une société comme celle du Québec », incompatible avec l'égalité entre les sexes. Suivant une approche utilisée en Suède, le CSF encourage le gouvernement du Québec de faire pression sur le gouvernement fédéral pour décriminaliser les personnes prostituées et de continuer à punir les clients et les proxénètes.
Le Conseil du statut de la femme poursuit sa mission d’information par un webmagazine mensuel, la Gazette des femmes. Cette publication vise à faire connaître les enjeux actuels sur la condition des femmes à travers des articles de fond et des contenus variés.
Au cours des dernières années, cet organisme a publié des avis sur des sujets tels que la laïcité, la gouvernance dans les entreprises, la parité en politique, la relève agricole, la proche aidance, les violences sexuelles et la gratuité des produits menstruels.

## Structure
Le CSF est dirigé par une présidente nommée par le gouvernement du Québec pour un mandat de 5 ans. Elle est soutenue par 10 membres, également désignés par le gouvernement, représentant différents secteurs d'activité de la société québécoise :
- 4 représentant les associations féminines;
- 2 représentant les groupes socio-économiques;
- 2 représentant les organismes syndicaux;
- et 2 représentant les milieux universitaires[44].

Le sous-ministre de la Santé et des Services sociaux, le sous-ministre de l’Éducation, du Loisir et du Sport, le sous-ministre de l’Enseignement supérieur, de la Recherche, de la Science et de la Technologie, le sous-ministre de la Justice, le sous-ministre du Travail, le sous-ministre de l’Emploi et de la Solidarité sociale, le secrétaire du Conseil du trésor et le sous-ministre de la Culture et des Communications, ou leur délégué, sont aussi d’office membres du Conseil mais n’y ont pas droit de vote.
Comme le Secrétariat à la condition féminine, il relève de la ministre responsable de la Condition féminine au sein du gouvernement du Québec.

## Objectifs

### Mission
Le Conseil du statut de la femme offre son expertise à la ministre responsable de la Condition féminine et au Gouvernement du Québec « sur tout sujet lié à l’égalité, dans un objectif de justice sociale. De plus, il informe et sensibilise la population québécoise sur toute question liée à l’égalité ».

### Activités
Le Conseil :
- se prononce sur des projets de loi touchant à l’égalité, en produisant des mémoires à l'attention du gouvernement et en participant à des commissions parlementaires;
- offre au gouvernement des avis sur des sujets considérés comme déterminants en matière d’égalité, afin de guider l'action du gouvernement dans tous ses champs d’action;
- documente les enjeux d’égalité entre les femmes et les hommes par le biais de recherches et de communications;
- participe aux travaux de réflexion du gouvernement sur les enjeux liés à l’égalité;
- produit des analyses et des contenus pour informer et éduquer le public (microsites, capsules, balados, jeux-questionnaires en ligne, résumés, brochures, bulletins et affiches);
- et participe à des d’activités d’information et de sensibilisation auprès de la population et des groupes intéressés[48].

## Liste des présidentes du CSF depuis 1973
- Laurette Champigny-Robillard (1973-1978)
- Claire Bonenfant (1978-1984)
- Francine C. McKenzie (1984-1988)
- Marie Lavigne (1988-1995)
- Diane Lemieux (1995-1998)
- Diane Lavallée (1998-2006)
- Christiane Pelchat (2006-2011)
- Julie Miville-Dechêne (2011-2016)
- Eva Ottawa (2016-2017)
- Louise Cordeau (depuis 2017)